# Radosław Dzierżak
Radosław Dzierżak (ur. 9 czerwca 1995 w Lędzinach) – polski szachista, instruktor, sędzia oraz Mistrz FIDE od 2019 roku.

## Kariera szachowa
Zasady gry w szachy poznał w wieku 5 lat pod okiem taty. W 2002 roku wziął udział w Mistrzostwach Polski Przedszkolaków zajmując 15. miejsce, po czym zrezygnował z udziału w turniejach. Powrócił do aktywnej gry w wieku 13 lat. W 2012 roku został Mistrzem Śląska Juniorów do lat 17. W 2018 roku zwyciężył w barwach UKS 21 Podlesie Katowice w rozgrywkach II Ligi Seniorów w Jastrzębiej Górze, a rok później wraz z drużyną zajął 2. miejsce w I Lidze i awansował do Ekstraligi 2020, uzyskując przy tym najlepszy wynik indywidualny na 5 szachownicy (7 punktów z 9 partii). W 2019 roku został Mistrzem Śląska Seniorów, zwyciężając w rozgrywanym na Stadionie Śląskim Memoriale Romana Bąka.